# Werner Liebrich
Werner Liebrich (ur. 18 stycznia 1927 w Kaiserslautern, zm. 20 marca 1995 tamże) – niemiecki piłkarz i trener piłkarski. Mistrz świata z roku 1954.
Liebrich był zawodnikiem 1. FC Kaiserslautern. Z klubem tym dwukrotnie został mistrzem Niemiec (1951 i 1953). W reprezentacji RFN debiutował 17 czerwca 1951 w meczu z Turcją. Do 1956 rozegrał w kadrze 16 spotkań. Podczas MŚ 54 wystąpił w czterech meczach, w tym w zwycięskim finale z Węgrami.
W sezonie 1964–1965 był pierwszym trenerem Kaiserslautern.

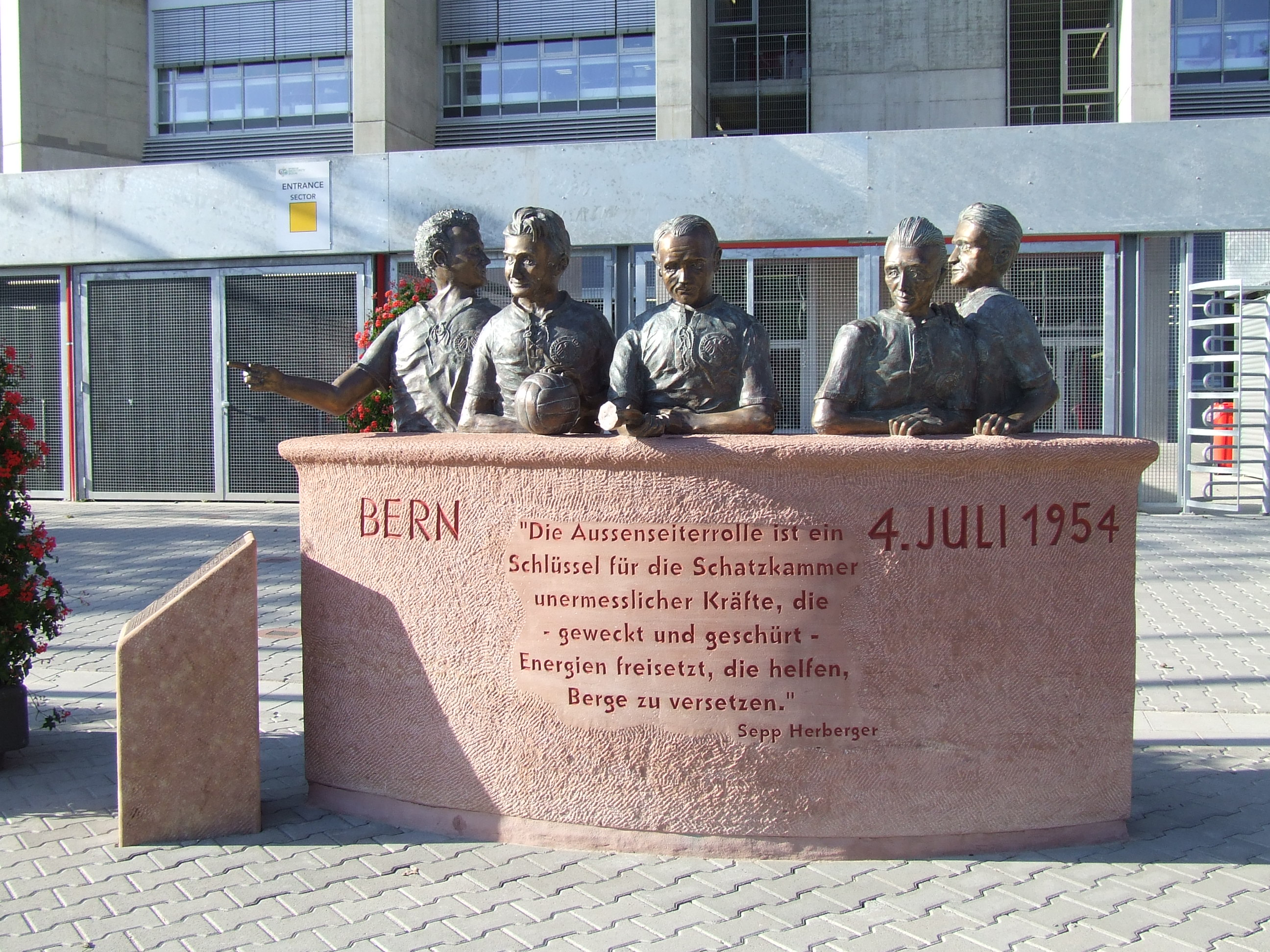
Pomnik pięciu piłkarzy 1. FC Kaiseslautern, mistrzów świata z 1954. Od lewej: Werner Liebrich, Fritz Walter, Werner Kohlmeyer, Horst Eckel, Ottmar Walter